# Constantiolus
Constantiolus (en grec : Κωνσταντίολος) est un général byzantin sous Justinien. Il succède à Justin comme gouverneur de la Mésie Seconde. Un passage de la chronique de Théophane le Confesseur l'appelle à tort Constantinus (Constantin).

## Biographie

### Début de carrière
Selon Jean Malalas et Théophane le Confesseur, Constantiolus est un fils de Florentius, dont rien n'est connu, bien qu'il puisse être identifié à Florentius, le consul romain en 515.
Constantiolus est mentionné pour la première fois comme stratélate de Mésie en 528, succédant à Justin qui est mort au combat plus tôt dans l'année. Justin et Baduaire, duc (dux) de Scythie Mineure, ont associé leurs forces pour affronter une invasion étrangère. Malalas parle des Huns tandis que Théophane mentionne les Bulgares. Constantiolus détient alors probablement le titre de dux de Mésie Seconde et le rang de magister militum (souvent traduit en grec par stratélate).
Constantiolus unit immédiatement ses forces avec Ascum et Godilas pour faire face aux envahisseurs, alors en Thrace. L'armée byzantine parvient à vaincre un de leurs groupes mais elle tombe dans une embuscade et est mise en déroute par un autre groupe. Constantiolus et Ascum sont alors faits prisonniers et Constantiolus n'est libéré qu'en échange d'un importante rançon. Malalas parle d'une somme de 10 000 solidus et Théophane de 1 000 solidus.

### Envoyé impérial
Constantiolus réapparaît en 531, à la suite de la défaite de Bélisaire à la bataille de Callinicum contre les Sassanides. Il doit alors enquêter sur les raisons de cette défaite. Pour cela, il se rend sur la frontière orientale de l'Empire, jusqu'à Antioche, pour interroger plusieurs généraux byzantins. Parmi eux figure Hermogène qui a servi aux côtés de Bélisaire au cours de la bataille. Constantiolus rentre à Constantinople où il livre ses conclusions, participant sûrement au rappel de Bélisaire qui est remplacé par Mundus comme magister militum pour l'Orient.

### Sédition Nika
Constantiolus est l'un des acteurs de la sédition Nika en 532. Aux côtés de Mundus et Basilidès, il sert d'émissaire de l'empereur auprès des émeutiers. Ils tentent d'opter pour la conciliation avec eux et essaient de comprendre les raisons de leurs protestations. Leur rapport à l'empereur met en avant la responsabilité des ministres peu populaires que sont Jean de Cappadoce, Tribonien et Eudemon, critiqués pour la pression fiscale croissante sur la population. Par conséquent, Justinien décide de les congédier.
Toutefois, l'empereur réagit trop tard et la sédition s'amplifie. Justinien pense probablement à fuir Constantinople, Constantiolus et Mundus recevant l'ordre de protéger le Palais impérial en son absence. Il semble que ce soit l'impératrice Théodora qui intervienne pour dissuader l'empereur de fuir. Finalement, Constantiolus intervient aux côtés de Bélisaire et de Mundus dans la répression sanglante des rebelles rassemblés dans l'hippodrome de Constantinople. C'est la dernière mention dans les sources de Constantiolus. 